# منتخب ميانمار لكرة القدم
منتخب ميانمار لكرة القدم (بالبورمية: မြန်မာ့လက်ရွေးစင်အမျိုးသားအသင်း)‏ هو الفريق الوطني لميانمار ويشرف عليه اتحاد ميانمار لكرة القدم. كان يعرف بمنتخب بورما لكرة القدم حتى عام 1989 ، عندما تم إعادة تسمية بورما ميانمار. حل الفريق ثانياً في كأس أمم آسيا 1968. شاركت ميانمار في الألعاب الأولمبية الصيفية عام 1972 ودورة الألعاب الآسيوية. كان منتخب ميانمار مهيمناً في جنوب شرق آسيا في عقد الستينيات والسبعينيات من القرن الماضي، بعد أن فاز بالألعاب الآسيوية مرتين، في عامي 1966 و 1970، ومسابقة كرة القدم لدورة ألعاب جنوب شرق آسيا في خمس مناسبات متعاقبة؛ في 1965، 1967، 1971، 1969 و 1973. ومنذ ذلك الحين أفضل إنجاز حققته ميانمار هو الحصول على الميدالية الفضية في 1993. لعبت ميانمار أول مباراة في تصفيات كأس العالم في 2007، حين خسرت 0–7 و 0–4 من الصين.

## وصلات خارجية
- قائمة بيانات المنتخب من الموقع الرسمي للفيفا باللغة العربية
- Myanmar Football Federation